# Messier 59
Messier 59 (M59) även känd som NGC 4621 är en liten elliptisk galax med skenbar magnitud 10,6. i stjärnbilden Jungfrun. Den ser ut som en oval med en ljus kärna. Den ingår i Virgohopen med närmaste granne ca 8 bågminuter bort och omkring 5 magnituder svagare. Den närmaste hopmedlemmen med jämförbar ljusstyrka är den linsformiga galaxen NGC 4638, som är belägen 17 bågminuter bort. Den och den i vinkel närliggande elliptiska galaxen Messier 60 upptäcktes båda av Johann Gottfried Koehler i april 1779 när han observerade en komet som uppträdde i närheten. Charles Messier listade båda i Messierkatalogen ungefär tre dagar efter Koehlers upptäckt.
Med ett teleskop med låg förstoring kan Messier 59 observeras i samma synfält som M60 och NGC 4647.

## Egenskaper
Messier 59 är en elliptisk galax av typen E5 med en positionsvinkel på 163,3°, som anger att den totala formen visar en planing på 50 procent. Isofoter för denna galax avviker emellertid från en perfekt ellipticitet och visar istället spetsiga former. Dessa kan särdelas matematiskt till en trekomponentmodell, där varje del har olika excentricitet. Den elliptiska huvudkomponenten verkar vara formad som en plattare, skivliknande formation, med helheten inbäddad i en cirkulär halo. Komponenternas ljusstyrka är 62 procent för den rena elliptiska delen, 22 procent för halon medan resten kommer från skivan. Ljusförhållandet mellan skivan och den elliptiska huvuddelen är 0,25, medan den vanligtvis är närmare 0,5 i en linsformad galax.
Kärnan innehåller ett supermassivt svart hål (SMBH), med en massa som har uppskattats vara 270 miljoner gånger solens massa, och motroterar med avseende på resten av galaxen, som är blåare. SMBH är vilande men kan observeras som en källa för röntgen- och radiostrålning, vilket tyder på ett utflöde. Kärnan innehåller en inbäddad skiva av stjärnor som är blåare (yngre) än utbuktningsområdet, med en blå komponent som sträcker sig vid en positionsvinkel på ca 150°. Denna utökade skivformation kan vara resultatet av en galaktisk sammanslagning följt av en omfattande, snabb nybildning av stjärnor (starburst).
Messier 59 är mycket rik på klotformiga stjärnhopar, till ett antal som har uppskattats till ca 2 200. Den har två satelliter, den ultrakompakta dvärggalaxen M59-UCD3 och M59cO, vilken är ett sällsynt exempel på en galax mellan kompaktelliptiska som Messier 32 och ultrakompakta dvärgar.
En supernova (1939B) har observerats i Messier 59, den nådde en högsta skenbar magnitud av 11,9. Regionen där denna supernova inträffade visar inget spår av stjärnbildning, vilket tyder på att den var en supernova av typ Ia.